# Модельне агентство
Моде́льне аге́нтство — компанія, яка представляє моделей для роботи в індустрії моди. Зазвичай отримують комісію від доходів моделі, отриманих через агентство.
Найкращі модельні агентства співпрацюють з рекламними агентствами та дизайнерами одягу. Вони навчають моделей, проводять пробні зйомки, збирають портфоліо моделей. Агентства шукають роботу для моделей на показах мод, на зйомках для дизайнерів, фотографів і рекламних агентств, отримують оплату від замовників і в свою чергу виплачують моделям гроші за роботу. Провідні модельні агентства зосереджені там, де розвинена індустрія моди та рекламна індустрія.